# Kås (Jammerbugt Kommune)
 For alternative betydninger, se Kås (flertydig). (Se også artikler, som begynder med Kås)
Kås (eller Kaas) er en by i Vendsyssel med 2.319 indbyggere  (2024), beliggende 22 km syd for Løkken, 20 km nordøst for Brovst og 7 km nordvest for kommunesædet Aabybro. Byen hører til Jammerbugt Kommune og ligger i Region Nordjylland. I 1970-2006 hørte byen til Pandrup Kommune.
Pr. 1. januar 2010 blev Kås af Danmarks Statistik betragtet som sammenvokset med Moseby mod vest, hvilket betød at byens indbyggertal blev øget med godt 600 indbyggere.

## Sogn og kirker
Kås hører til Jetsmark Sogn. Jetsmark Kirke ligger lige syd for den nordlige naboby Pandrup, som Kås er meget tæt på at vokse sammen med. Kås har haft en frikirke, men dens kirkebygning blev i juli 2015 solgt til andet formål, og menigheden ophørte 1. maj 2016.

## Geografi
Kås har tre hovedgader, der fører til hver sin by. Den længste hedder Langgade og fører til Moseby, en anden hedder Nørregade og fører til Pandrup, og en tredje hedder Brogårdsgade og fører mod øst til Aabybro. I den nordvestlige del omkring skolen ligger en række små parcelhusveje. Den sydøstlige del af byen ligner meget den nordvestlige del med mindre parcelhuse. Den nordøstlige del er mest præget af gårde, store villaer og parcelhuse. Den sydvestlige del minder om en forstad til en storby med store parcelhuse og megen trafik.

## Faciliteter
- Jetsmark Skole og Pandrup Skole blev i 2013 fusioneret til Skolecenter Jetsmark med afdelinger i både Pandrup og Kås. Kås afdeling har 319 elever, fordelt på 0.-9. klassetrin. Fra 7. klasse modtager den elever fra Pandrup og Moseby.[3]
- Kaas Børnehave er normeret til 44 børn. Den blev oprettet i 1977 i en gammel lærerbolig og flyttede til de nuværende lokaler i 1991.[4]
- Jetsmark Idrætscenter ligger mellem Kås og Pandrup.
- Jetsmark Idrætsforening blev grundlagt i 1973 som en fusion af Kaas Idrætsforening og Pandrup Boldklub.
- Kås Forsamlingshus og Kulturhus har en stor sal til 130 personer og en lille sal til 20 personer.[5]
- Kaas Plejecenter har 22 1-værelses boliger.[6]
- Af forretninger har byen bl.a. supermarked, pizzeria, tankstation, slagter/madbutik og "Hyggekroen".

## Historie
Kås er formentligt et gammel bysted, som har ligget her siden vikingetiden. Man mener, at byen engang har strakt sig til det nuværende Pandrup. Kås nævnes første gang på et kort fra 1600-tallet under navnet Kaaesz.
I 1901 beskrives Kaas ganske kort: "Kaas med Forsamlingshus (opf. 1890)."

### Stationsbyen
Kaas fik station på Hjørring-Løkken-Aabybro Jernbane (1913-63). Kaas var banens vigtigste godsstation. Den havde 185 m krydsningsspor, 250 m læssespor og 2,7 km sidespor til Lundergård mose, hvor der var kalkstensfabrik, tørvefabrik og briketfabrik. Skinnerne har strakt sig yderligere et par km ud i mosen, hvorfra der også blev hentet mergel og tørv. Frem til 1955 var der vogndepot i Kaas, og der blev normalt læsset 3 vogne pr. dag. Stationen havde 3 stikspor, hvoraf 1 sluttede med en enderampe.
I banens tid fik Kås mejeri, hotel, bageri, elværk, telefoncentral og to missionshuse.
Vejnavnene Jernbanegade og Langs Banen minder stadig om Løkkenbanen. Stationsbygningen er bevaret på Stadionvej 2. Varehuset er flyttet til Rødhusvej 64, hvor det fungerer som klubhus for Brevdueforeningen Kaas. Den ½ km lange cykelsti mellem skolen og idrætscentret er anlagt på banens tracé. Allegade nord for stationen er også anlagt på banetracéet. Syd for byen ses en jernbanebro over Mergelsbæk og knap 1 km bevaret banetracé mellem Røde Hedevej og Tranekærvej.

### Kaas Briketfabrik
Briketfabrikken i Moseby blev opført i 1925-26 som den første af sin art i Danmark. Fabrikken gik konkurs i 1929, hvorefter staten overtog den og fik gang i produktionen igen.
I 1933 skete der en kraftig eksplosion i fabrikken, som lagde den i ruiner, men den blev hurtigt genopbygget. Under og efter 2. verdenskrig havde fabrikken gyldne tider. Da produktionen var på sit højeste, var der 600 ansatte. Manglende efterspørgsel og mangel på adgang til mosejord var skyld i, at fabrikken blev lukket i 1966.

### Folketal i banens tid
| 1921 | 1925 | 1930 | 1935 | 1940 | 1945 | 1950 | 1955  | 1960  | 1965 |
| ---- | ---- | ---- | ---- | ---- | ---- | ---- | ----- | ----- | ---- |
| 437  | 450  | 393  | 440  | 626  | 812  | 811  | 1.011 | 1.005 | 1034 |